# Ernst-Heinrich Lutz
Ernst-Heinrich Lutz (* 4. Mai 1946 in Bad Mergentheim) ist ein Generalmajor außer Dienst des Heeres der Bundeswehr.

## Leben

### Ausbildung und erste Verwendungen
Lutz trat nach dem Abitur 1966 im selben Jahr in die Bundeswehr ein. Er absolvierte als Offizieranwärter die Offiziersausbildung zum Offizier des Truppendienstes der Fallschirmjägertruppe und hatte anschließend Verwendungen in der Truppengattung.

### Dienst als Stabsoffizier
Von 1977 bis 1979 absolvierte Lutz den 20. Generalstabslehrgang Heer an der Führungsakademie der Bundeswehr in Hamburg, wo er zum Offizier im Generalstabsdienst ausgebildet wurde. Nach Verwendungen im Bereich Sicherheitspolitik (darunter als Fellow am Institut für Friedensforschung und Sicherheitspolitik an der Universität Hamburg) unter dessen Gründungsdirektor Wolf Graf von Baudissin, am International Institute for Strategic Studies in London, Vereinigtes Königreich, in der Stabsabteilung III des Führungsstabs der Streitkräfte (Fü S) im Bundesministerium der Verteidigung (BMVg) in Bonn und im Bereich Operationsplanung war er von 1986 bis 1988 Bataillonskommandeur des Panzergrenadierbataillons 212 in der Generalfeldmarschall-Rommel-Kaserne in Augustdorf. Anschließend war er erneut als Referent im BMVg Fü S III tätig und im Folgenden als Chef des Stabes der 11. Panzergrenadierdivision in Oldenburg. Es folgte eine Tätigkeit als Dezernatsleiter beim Deutschen Militärischen Vertreter beim Militärausschuss der NATO von 1991 bis 1994.

### Dienst als General
Ab Oktober 1994 war Lutz Brigadekommandeur der Panzergrenadierbrigade 41 „Vorpommern“ in Neubrandenburg und während dieser Verwendung auch zeitweise in Vertretung Chef des Stabes des IV. Korps in Potsdam. Ab April 1999 war er Stabsabteilungsleiter VI im Führungsstab der Streitkräfte im Bundesministerium der Verteidigung in Bonn, ab Oktober 2000 Chef des Stabes des Joint Headquarters Northeast der NATO im dänischen Karup und ab Juli 2004 Kommandeur des Heerestruppenkommandos in Koblenz. Mit Ablauf des Mai 2008 wurde er in den Ruhestand versetzt.

### Privates
Lutz ist evangelisch, verheiratet und hat eine Tochter.

## Auszeichnungen
- Medaille der polnischen Streitkräfte in Gold
- Ehrenkreuz der Bundeswehr in Gold
- Verdienstkreuz am Bande des Verdienstordens der Bundesrepublik Deutschland
- Verdienstkreuz 1. Klasse des Verdienstordens der Bundesrepublik Deutschland (1998)

## Werke (Auswahl)
- Herausgeber zusammen mit Kurt E. Becker, Dieter Dietrich und Volker Stahl: Armee für den Frieden. Aspekte der Bundeswehr, mit Beiträgen zum Beispiel von Günter Bartsch, Gert Bastian, Wolf Graf von Baudissin, Dieter Budde, Bernd Guggenberger, Heinz Karst. Fackelträger-Verlag Schmidt-Küster GmbH, Hannover 1980, ISBN 3-7716-1402-3
- Lexikon zur Sicherheitspolitik. Vorwort von Wolf Graf von Baudissin. Verlag C.H. Beck, München 1980, ISBN 978-3-406-06016-8.
- Fall Afghanistan, Hamburg: Institut für Friedensforschung und Sicherheitspolitik an d. Univ., 1980